# Stigmella ilsea
Stigmella ilsea là một loài bướm đêm thuộc họ Nepticulidae. Nó được tìm thấy ở New Zealand.
Chiều dài cánh trước khoảng 2 mm. Con trưởng thành bay vào tháng 1, tháng 10 và tháng 11. Reared specimens emerged từ tháng 7 đến tháng 9. Có thể có một lứa một năm.
Ấu trùng ăn Olearia virgata, Olearia rugosa, Olearia odorata, Olearia laxiflora, Olearia lineate và Olearia hectorii. Chúng ăn lá nơi chúng làm tổ.